# Cydrela insularis
Cydrela insularis är en spindelart som först beskrevs av Pocock 1899.  Cydrela insularis ingår i släktet Cydrela och familjen Zodariidae.
Artens utbredningsområde är Socotra. Inga underarter finns listade i Catalogue of Life.